# Blazno resno o šoli
Blazno resno o šoli je ena izmed mladinskih knjig avtorice Dese Muck, ki so izšle v zbirki Blazno resno. Zgodba govori o različnih problemih, ki najstnike čakajo v šoli. Od priljubljenosti, prijateljstva in ljubezni, do nerazumevajočih učiteljev. 

## Povzetek
Začelo se je novo šolsko leto v 7 razredu. Žane in njegova klapa so bili najstarejši, saj so večkrat ponavljali razred. Zato so bili strah in trepet vseh učencev. Žane je imel dekle, ki ji je bilo ime Manca. A jo je zamenjal za Nežo. Pred celim razredom ji je povedal, da je sedaj ona njegova punca. Manci to seveda ni bilo všeč, zato je med poukom Neži napisala listek, na katerem ji je zagrozila, naj Žaneta pusti pri miru. Malo za tem pa je Neža ponovno dobila listek, a tokrat od Žaneta. Rekel ji je, da naj ga po koncu pouka počaka zunaj. 
Listek pa je prestregel učitelj zgodovine, ki so ga imenovali Kiler. Za kazen je dal Neži in Žanetu za nalogo izdelati referat o šolah v 19. stoletju. Poleg referata, je Kiler vsakemu od njiju dal enko. Ker pa je bila Neža odličnjakinja, se je bala povedati mami. Naslednjega dne si ni upala v šolo, zato jo je špricala. Bilo ji je grozno žal, da laže mami. Počutila se je kot največja kriminalka. Ko je tudi drug dan ni bilo k pouku, ji je bivša prijateljica prinesla zapiske. Ker je bila mama doma, je odkrila, da Neže ni bilo pri pouku. Bila je zelo jezna nanjo. Odšla je v šolo, kjer so se pogovorile še z Nežino razredničarko. 
Naslednjega dne je prišel Žane k Neži, kjer sta izdelala referat. Odlično sta ga tudi predstavila razredu. Naslednjo uro so imeli na urniku športno vzgojo. Nežina prijateljica Milica je bila zelo žalostna, saj telovadbe ni marala in tudi ničesar ni znala. Ravno tistega dne so preskakovali kozo. Poleg vsega jih je učitelj še ocenjeval. Ko je bila na vrsti Milica, koze ni mogla preskočiti. Zato so se ji vsi začeli smejati. Oglasil se je Žane in rekel, da naj se ji ne smejejo, ampak ji morajo nuditi podporo. Vsi so bili začudeni, kajti tega od Žaneta niso pričakovali, da je on tisti ki je utišal razred pred norčevanjem, saj se je vedno prvi začel norčevati iz vsakega. Nato pa je Milici zaradi podpore le uspelo preskočiti kozo. Neža je zaradi tega dogodka močno spremenila mnenje o Žanetu in se tudi ona zaljubila vanj.

## Ponatis
Knjiga je prvič izšla leta 2000, drugič pa leta 2011 v prenovljeni izdaji: pisateljica je pregledala in posodobila besedilo, povsem nove ilustracije pa je v stripovski maniri prispeval ilustrator Matej de Cecco (prej Igor Ribič).

## Podatki o knjigi
- Fizični opis: 213 str., ilustr., 19 cm
- Ilustriral: Igor Ribič
- Založba Mladinska knjiga, Ljubljana, 2000 / 2011 (2., prenovljeni natis)
- STRANI:215

## Internetni viri
- O pisateljici Arhivirano 2008-12-02 na Wayback Machine.